# Logan MacMillan
Logan MacMillan (* 5. Juli 1989 in Charlottetown, Prince Edward Island) ist ein ehemaliger kanadischer Eishockeyspieler, der im Verlauf seiner aktiven Karriere zwischen 2005 und 2019 unter anderem 150 Spiele für die Nottingham Panthers und Manchester Storm in der britischen Elite Ice Hockey League (EIHL) auf der Position des Centers bestritten hat. Darüber hinaus kam MacMillan auch zu Einsätzen in der American Hockey League (AHL) und ECHL. Sein Vater Bob MacMillan und sein Onkel Billy MacMillan waren ebenfalls professionelle Eishockeyspieler.

## Karriere
Logan MacMillan begann seine Karriere als Eishockeyspieler in der Saison 2005/06 bei Halifax Mooseheads in der Juniorenliga Ligue de hockey junior majeur du Québec (LHJMQ), wo er in 62 Spielen 18 Scorerpunkte erreichte. In der darauffolgenden Saison bestritt er 68 Partien und erreichte 55 Punkte. Während des NHL Entry Draft 2007 wurde der Stürmer in der ersten Runde an 19. Position von den Anaheim Ducks aus der National Hockey League (NHL) ausgewählt. Bis MacMillan im Jahr 2008 innerhalb der LHJMQ zu den Océanic de Rimouski wechselte, absolvierte er insgesamt 191 Partien für die Mooseheads, in denen ihm 124 Scorerpunkte gelangen. MacMillan lief in 41 Partien für Rimouski aufs Eis, in denen er 27 Punkte erzielte.
Der Angreifer wurde zu Beginn der Spielzeit 2009/10 in den Kader der Bakersfield Condors aufgenommen, mit denen er in der ECHL spielte. Am 30. Juni 2010 gaben ihn die Anaheim Ducks im Austausch für Jason Jaffray an die Calgary Flames ab. Diese schickten ihn im Anschluss ins Farmteam zu den Abbotsford Heat in die AHL, bei denen der Flügelstürmer regelmäßig zum Einsatz kam. Ebenso spielte er bis zum Sommer 2012 für die Utah Grizzlies in der ECHL. Anschließend erhielt MacMillan kein weiterführendes Angebot in der NHL oder den Minor Leagues, so dass er nach Europa wechselte.
Der Kanadier verbrachte zunächst eine Spielzeit beim Dornbirner EC in der österreichischen Erste Bank Eishockey Liga (EBEL). Anschließend wechselte er zum kasachischen Klub HK Saryarka Karaganda, mit dem der Angreifer im Frühjahr 2014 den Gewinn der Meisterschaft in der Wysschaja Hockey-Liga feierte. Trotz des Erfolgs wechselte er im Sommer 2014 innerhalb der Liga zum russischen Verein HK Kuban Krasnodar, ehe er bereits im Dezember desselben Jahres zu Saryarka Karaganda zurückkehrte. Nachdem MacMillan dort die Saison 2014/15 beendet hatte, zog es ihn für zwei Jahre in die britische Elite Ice Hockey League (EIHL) zu den Nottingham Panthers. Er verbrachte dort zwei überaus erfolgreiche Spielzeiten, die im Gewinn des IIHF Continental Cups im Jahr 2017 gipfelten. Daraufhin wechselte der Offensivspieler im September 2017 zum rumänischen Klub ASC Corona Brașov, ehe er seine Karriere nach einem Spieljahr bei den Manchester Storm in der EIHL im Sommer 2019 im Alter von 30 Jahren für beendet erklärte.

### International
Im Juniorenbereich nahm MacMillan mit der Auswahlmannschaft der kanadischen Atlantik-Provinzen an den World U-17 Hockey Challenges der Jahre 2005 und 2006 teil. Dabei gewann er mit der Mannschaft im Jahr 2005 die Bronzemedaille. Ebenso stand der Stürmer beim Ivan Hlinka Memorial Tournament 2006 im Kader des gesamtkanadischen Aufgebots, das die Goldmedaille errang.

## Erfolge und Auszeichnungen
| - 2007 Teilnahme am CHL Top Prospects Game - 2014 Meister der Wysschaja Hockey-Liga mit dem HK Saryarka Karaganda - 2016 EIHL-Challenge-Cup-Gewinn mit den Nottingham Panthers | - 2016 EIHL-Playoffgewinn mit den Nottingham Panthers - 2017 IIHF-Continental-Cup-Gewinn mit den Nottingham Panthers |

### International
- 2005 Bronzemedaille bei der World U-17 Hockey Challenge
- 2006 Goldmedaille beim Ivan Hlinka Memorial Tournament

## Karrierestatistik

### International
Vertrat Kanada bei:
- World U-17 Hockey Challenge 2005
- World U-17 Hockey Challenge 2006
- Ivan Hlinka Memorial Tournament 2006

(Legende zur Spielerstatistik: Sp oder GP = absolvierte Spiele; T oder G = erzielte Tore; V oder A = erzielte Assists; Pkt oder Pts = erzielte Scorerpunkte; SM oder PIM = erhaltene Strafminuten; +/− = Plus/Minus-Bilanz; PP = erzielte Überzahltore; SH = erzielte Unterzahltore; GW = erzielte Siegtore; 1 Play-downs/Relegation; Kursiv: Statistik nicht vollständig)